# Lord Great Chamberlain
Lord Great Chamberlain är det sjätte i rang av Storbritanniens (tidigare Englands) nio så kallade Great Officers of State och är därmed ett av de högsta ceremoniella ämbetena i riket. Lord Great Chamberlain kommer omedelbart efter lordsigillbevararen och före Lord High Constable i rang.
Lord Great Chamberlain har befäl över Westminsterpalatset (även om hans personliga myndighet sedan 1960-talet är begränsad till de kungliga rummen och Westminster Hall). Han har också en viktig roll vid kröningar; han har rätt att klä på den blivande monarken inför kröningen och att servera monarken vatten före och under kröningsbanketten. Kröningsbanketten som skedde omedelbart efter kröningen är dock sedan Georg IV:s kröning avskaffad. Han bestämmer också hur hovuniformer och hovdräkter ska se ut och bäras. Själv har han en scharlakansröd hovuniform och bär en guldnyckel på uniformen och ett spö som ämbetstecken, vanligen vitmålat.

## Ämbetsinnehavare
Ämbetet är ärftligt, kollektivt sedan 1780 men utövas av en person åt gången. En överenskommelse från 1912 reglerar sedan dess vem som innehar posten. Det innebär att rätten att utöva ämbetet för en monarks regeringstid i taget växlar turvis mellan de individer som innehar andelar av ämbetet, proportionellt mot andelens storlek. Till exempel har markisen av Cholmondeley hälften av ämbetet och kan därför utöva ämbetet eller utse en ställföreträdare för varannan monarks regeringstid. Två andra grupper turas om att utse ämbetsinnehavaren varannan gång under övriga regeringstider, vill säga de regeringstider då ämbetet inte innehas av markisen av Cholmondeley. (En Deputy Lord Great Chamberlain utövar ämbetet utan att personligen vara arvinge till ämbetet; historiskt har det varit söner eller makar till arvingar eftersom ämbetet aldrig utövats av kvinnor, då kvinnor inte förrän på senare tid har kunnat vara ledamöter av överhuset.)
Under drottning Elizabeth II:s regering var det tre generationer som var markis av Cholmondeley som utövade ämbetet som Lord Great Chamberlain. Nu har det blivit andra arvingars tur omedelbart efter Charles III:s trontillträde. De är ättlingar till Charles Wynn-Carington, förste markis av Lincolnshire, och utsåg den nuvarande innehavaren av ämbetet som är Rupert Carington, sjunde baron Carrington. Han är arvinge efter en yngre bror till den nämnde Charles Wynn-Carington och är därför inte själv andelsinnehavare. Han utsågs alltså av sina släktingar som var andelsinnehavare. Han var tidigare även en av de 90 valda ärftliga lorderna i överhuset och har därför tidigare erfarenhet som ledamot.
Befattningen Lord Great Chamberlain är nuförtiden åtskild från den icke ärftliga Lord Chamberlain of the Household, en befattning vid monarkens hov. Det motsvarar ungefär riksmarskalksämbetet i Sverige. Denna post uppstod på 1300-talet som Lord Great Chamberlains ställföreträdare för att uppfylla dennes plikter vid det kungliga hovet.

## Historia
Den förste att inneha ämbetet var Robert Malet, som var son till en av Vilhelm Erövrarens ledande följeslagare. År 1133 tog emellertid kung Henrik I Malets gods och titlar i beslag och gav Lord Great Chamberlain-ämbetet till Aubrey de Vere, vars son kreerades earl av Oxford. Därefter innehade earlerna av Oxford titeln kontinuerligt fram till 1526, med några få avbrott till följd av straff för förräderi. År 1526 dog den fjortonde earlen av Oxford, efterlämnande sina fastrar som närmaste arvingar. Earltiteln ärvdes av en mer avlägsen manlig släkting, hans syssling. Monarken kungjorde då att ämbetet tillhörde Kronan och inte skulle överföras ihop med earltiteln. Monarken utnämnde dock den femtonde earlen till ämbetet, men utnämningen var på livstid och icke ärftlig. Ättens anknytning till ämbetet avbröts tillfälligt 1540, när den femtonde earlen dog och Thomas Cromwell, kungens huvudrådgivare, utnämndes till Lord Great Chamberlain. Efter att Cromwell avrättats senare samma år övergick emellertid ämbetet till den sextonde earlen av Oxford, ånyo som icke ärftlig på livstid. Drottning Maria I beslöt senare att oxfordearlerna hade rätt till Lord Great Chamberlain-ämbetet på ärftlig basis.
Sålunda innehade earlerna av Oxford ämbetet på ärftlig grund fram till 1626 när den adertonde earlen dog och den manlige arvingen var mer avlägset släkt än den kvinnliga arvingen. Överhuset bestämde till slut att ämbetet tillhörde den manlige arvingen, Robert Bertie, 14:e baron Willoughby de Eresby, som sedermera blev earl av Lindsey. Ämbetet innehades sedan av earlerna av Lindsey, som sedermera blev hertigar av Ancaster and Kesteven. År 1779 avled dock den fjärde hertigen av Ancaster and Kesteven, efterlämnande två systrar som kvinnliga arvingar och en farbror som manlig. Farbrodern blev den femte och siste hertigen, men överhuset beslöt att de båda systrarna samfällt skulle vara Lord Great Chamberlain och kunde utnämna en ställföreträdare för att utföra ämbetets uppgifter. Systrarna hade båda arvsrätt till barontiteln Willoughby de Eresby som då blev vilande, men monarken avbröt vilan och förlänade titeln till den äldre systern, Priscilla Bertie, 21:a baronessa Willoughby de Eresby. Den yngre systern gifte sig sedermera med markisen av Cholmondeley. Lord Great Chamberlain-ämbetet delades dock mellan Priscilla och hennes yngre syster Georgiana. Priscillas andel delades sedan mellan två av hennes kvinnliga barnbarn och har delats ännu fler gånger sedan dess. Georgianas andel har däremot varje gång gått i arv till en enda manlig arvinge, som alltid varit markis av Cholmondeley, en titel som skapades för Georgianas make.

## Reformer av överhuset
Genom lagen House of Lords Act 1999 avskaffades de ärftliga pärernas automatiska rätt att sitta i överhuset. Lagen gör dock undantag för 92 ärftliga pärer som får sitta kvar, varav 90 valdes 1999 bland ärftliga pärer. Dessutom gjordes undantag för ytterligare två pärer som är självskrivna ledamöter på grund av sitt ämbetsinnehav (de är ledamöter ex officio), de två är just Lord Great Chamberlain och Earl Marshal. Syftet är att dessa båda ska kunna utföra sina ceremoniella uppgifter i överhuset. När vakanser uppstår bland de 90 andra ledamöterna sker fyllnadsval där landets samtliga ärftliga pärer kan vara kandidater. Röstberättigade är medlemmar av olika politiska grupper bland 75 av de 90 sittande ärftliga pärerna inom överhuset; övriga 15 av de 90 utses dock av röstande ledamöter i hela överhuset.